# 웨벌 람칼라완
웨벌 람칼라완(영어: Wavel Ramkalawan, 1959년 3월 15일 ~ )은 세이셸의 제5대 대통령이다. 람칼라완은 야당후보로는 처음으로 대통령 선거에서 승리하여 평화적 권력이양에 성공하였다.